# Xanthopimpla rhopaloceros
Xanthopimpla rhopaloceros är en stekelart som beskrevs av Krieger 1915. Xanthopimpla rhopaloceros ingår i släktet Xanthopimpla och familjen brokparasitsteklar. Inga underarter finns listade i Catalogue of Life.